# Egérmese 3. – A Manhattan sziget kincse
Az Egérmese 3. – A Manhattan sziget kincse (eredeti cím: An American Tail: The Treasure of Manhattan Island) 1998-ban megjelent amerikai animációs kalandfilm, amely az Egérmese című filmsorozat harmadik része. Az animációs játékfilm endezője és producere Larry Latham, a forgatókönyvet Len Uhley írta, a zenéjét James Horner archív felvételeinek felhasználásával Michael Tavera szerezte. A videófilm a Universal Animation Studios gyártásában készült, és ugyancsak a Universal Studios Home Video forgalmazásában jelent meg.
Nagy-Britanniában 1998. november 16-án, Magyarországon 1999-ben, az Amerikai Egyesült Államokban 2000. február 15-én adták ki VHS-en.

## Cselekmény
Mr. Mousekewitz a Kövér Patkány gyárban dolgozik. Nagy reményekkel telve érkezett az Amerikai Egyesült Államokba, de a mindennapi megélhetése érdekében folyamatosan robotolnia kell. Az élteti, hogy egy nap jön majd olyan lehetőség, ami teljesen megváltoztatja az életét. Field áll elő egy ilyen tervvel egy titkos térképpel, ami a város alatti alagúthálózat mélyén mutatja, hol lehet kincset találni. Az alagútban találkoznak a meseszép Cholina hercegnővel, akinek kulcsa is van a szebb jövőhöz vezető úthoz.

## Szereplők
| Szereplő                       | Eredeti hang                             | Magyar hang                           |
| ------------------------------ | ---------------------------------------- | ------------------------------------- |
| Fievel Mousekewitz             | Thomas Dekker                            | Szalay Csongor                        |
| Tanya Mousekewitz              | Lacey Chabert                            | Szénási Kata                          |
| Mouskewitz papa                | Nehemiah Persoff                         | Hankó Attila                          |
| Mouskewitz mama                | Erica Yohn                               | Kocsis Mariann                        |
| Tigris                         | Dom DeLuise                              | Uri István                            |
| Tony Toponi                    | Pat Musick                               | Hamvas Dániel                         |
| Cholena                        | Elaine Bilstad Leeza Miller McGee (ének) | Mezei Kitty Pataki Ági (ének)         |
| Wulisso törzsfőnök             | David Carradine                          | Melis Gábor                           |
| Dr. Dithering                  | René Auberjonois                         | Verebély Iván                         |
| Pletykafészek (Scuttlebutt)    | John Kassir                              | Bolba Tamás                           |
| Izom hadnagy (Chief McBrusque) | Sherman Howard                           | Varga Tamás                           |
| Mr. Grasping                   | Ron Perlman                              | Rosta Sándor                          |
| Toplofty                       | Tony Jay                                 | Papp János                            |
| O'Bloat                        | Richard Karron                           | Kiss Gábor                            |
| Egerek                         | Dave Mallow Marianne Muellerleile        | Breyer Zoltán Pethes Csaba Riha Zsófi |

## Betétdalok
| Magyar                  | Magyar                                                          | Angol                        | Angol                                                              |
| Dal                     | Előadó                                                          | Dal                          | Előadó                                                             |
| ----------------------- | --------------------------------------------------------------- | ---------------------------- | ------------------------------------------------------------------ |
| Itt élünk Manhattan-ben | Bolba Tamás Csuha Lajos Gerdesits Ferenc Pataki Ági Náray Erika | We Live in Manhattan         | William Anderson Amick Byram Cam Clarke Jodi Benson Melissa Disney |
| Ahol az álom jár        | Pataki Ági Szalay Csongor                                       | Anywhere in Your Dreams      | Leeza Miller McGee Thomas Dekker                                   |
| Éljen a szorgos egér    | Csuha Lajos Gerdesits Ferenc Kiss Gábor                         | Friends of the Working Mouse | Ron Perlman Tony Jay Richard Karron                                |

## Televíziós megjelenések
TV2, Minimax, Kiwi TV, Mozi+ 